# Schauburg (Lübeck)
Die Schauburg war ein frühes Lübecker Kino.

## Biophon

Eröffnungsanzeige des Biophons, 6. Dezember 1908

Der Lübecker Privatier Heinrich August Beuthien (* 9. März 1860 in Travemünde; † 4. Januar 1951 in Lübeck), ein wohlhabender ehemaliger Gastronom, entschloss sich 1908 spontan, ein Lichtspieltheater zu eröffnen. Zu diesem Zweck ließ er das Erdgeschoss des Hauses Breite Straße 52, das er im Dezember 1907 erworben hatte, zu einem Kino umbauen. Die technische Ausstattung übernahm die Firma Oskar Messters, nach dessen Biophon – einer Vorrichtung, bei der ein motorbetriebener Filmprojektor mit einem Grammophon gekoppelt war, was eine synchrone Tonbegleitung von Kurzfilmen gestattete – das Lichtspielhaus den Namen Biophon erhielt.
Die Eröffnung des Biophons erfolgte am 6. Dezember 1908. Das Kino mit 300 Plätzen, in dem als Familienbetrieb die zwei Söhne Beuthiens als Filmvorführer tätig waren und seine Tochter an der Kasse arbeitete – entwickelte sich rasch zu einem beliebten Filmtheater mit festem Stammpublikum. Da sich in der Frühzeit der Kinos die Programme noch stark ähnelten, legte Beuthien Wert darauf, Filme zu zeigen, die sich vom Angebot der anderen Häuser abhoben und auch nirgendwo sonst in der Stadt zu sehen waren. Er unterstreich dies durch den über viele Jahre in seinen Anzeigen verwendeten Werbeslogan Nur im Biophon.

## Schauburg
Im Sommer 1926 ließ Beuthien das immer noch populäre, doch mittlerweile erheblich zu kleine und technisch veraltete Kino vollständig umbauen. Der Saal wurde erheblich vergrößert und verfügte nach der Modernisierung über 900 Plätze. Die Entwürfe für die künstlerische Ausgestaltung der Räume ließ Beuthien von Ervin Bossányi erstellen. Am 31. August fand die Wiedereröffnung unter dem neuen Namen Schauburg, der gediegene Rustikalität ausdrücken sollte, statt.

Anzeige der Schauburg für den Film Wings vom 12. Mai 1929

Anlässlich des stattfindenden Pressefestes im Februar 1927 weilte Deutschlands zu jener Zeit berühmteste Filmschauspielerin, Henny Porten, sowie Wilhelm von Kaufmann und Carl Froelich drei Tage, im Hotel Stadt Hamburg wohnend, in der Stadt. Ihr zu Ehren hatte die Direktion der Schauburg einen Festspielplan zusammengestellt und den Film Die Flammen lügen für eine Woche erworben.
1929 war die Schauburg neben den U.T.-Lichtspielen eines der beiden Lübecker Kinos, die als erste mit Tonfilmapparaturen verschiedener Systeme ausgerüstet wurden. Zwischen Beuthien und den Betreibern der U.T.-Lichtspiele kam es zu öffentlich geführten Auseinandersetzungen über die Frage, welches der beiden Kinos über das vorzuziehende Tonfilmsystem verfügte.
Bis zu Beginn der 1930er Jahre war die Schauburg ein reiner Familienbetrieb, in dem Beuthiens Ehefrau, Tochter, Söhne und deren Frauen beschäftigt waren; dann erst wurden weitere Mitarbeiter eingestellt.
Beim britischen Bombenangriff vom 28./29. März 1942, der große Teile der historischen Lübecker Altstadt vernichtete, wurde die Schauburg vollständig zerstört. Nach dem Krieg wurde zwar zunächst ein Wiederaufbau ins Auge gefasst, jedoch nicht verwirklicht. Der mittlerweile hochbetagte Heinrich August Beuthien zog sich aus dem Geschäftsleben zurück; seine Kinder verkauften das Grundstück in der Breiten Straße und ließen die Schauburg 1956 endgültig aus dem Handelsregister löschen.